# Tensor simétrico
En matemáticas, un tensor simétrico es un tipo de tensor que es invariante bajo una permutación de sus argumentos vectoriales:
{\displaystyle T(v_{1},v_{2},\ldots ,v_{r})=T(v_{\sigma 1},v_{\sigma 2},\ldots ,v_{\sigma r})}
para cada permutación \sigma; de los símbolos {1, 2, ..., r}. Alternativamente, un tensor simétrico de orden r representado en coordenadas como una cantidad con r índices satisface que
{\displaystyle T_{i_{1}i_{2}\cdots i_{r}}=T_{i_{\sigma 1}i_{\sigma 2}\cdots i_{\sigma r}}.}
El espacio de tensores simétricos de orden r en un espacio vectorial V de dimensión finita es naturalmente isomorfo al dual del espacio de los polinomios homogéneos de grado r en V. Sobre cuerpos de característica cero, el espacio vectorial graduado de todos los tensores simétricos se puede identificar naturalmente con el álgebra simétrica en V. Un concepto relacionado es el de tensor antisimétrico o producto exterior. Los tensores simétricos se utilizan ampliamente en ingeniería, física y matemáticas.

## Definición
Sea V un espacio vectorial y
{\displaystyle T\in V^{\otimes k}}
un tensor de orden k. Entonces T es un tensor simétrico si
{\displaystyle \tau _{\sigma }T=T\,}
para las aplicaciones de trenzado asociadas a cada permutación σ en los símbolos {1,2,...,k} (o equivalentemente, para cada transposición en estos símbolos).
Dada una base {ei} de V, cualquier tensor simétrico T de rango k se puede escribir como
{\displaystyle T=\sum _{i_{1},\ldots ,i_{k}=1}^{N}T_{i_{1}i_{2}\cdots i_{k}}e^{i_{1}}\otimes e^{i_{2}}\otimes \cdots \otimes e^{i_{k}}}
para obtener una lista única de coeficientes {\displaystyle T_{i_{1}i_{2}\cdots i_{k}}} (las componentes del tensor en la base) que son simétricos con respecto a los índices. Es decir
{\displaystyle T_{i_{\sigma 1}i_{\sigma 2}\cdots i_{\sigma k}}=T_{i_{1}i_{2}\cdots i_{k}}}
para cada permutación σ.
El espacio de todos los tensores simétricos de orden k definidos en V a menudo se denota por Sk(V) o Simk(V). Es en sí mismo un espacio vectorial, y si V tiene dimensión N, entonces la dimensión de Simk(V) es el coeficiente binomial
{\displaystyle \dim \operatorname {Sim} ^{k}(V)={N+k-1 \choose k}.}
A partir de aquí se construye Sim(V) como la suma directa de Simk(V) para k = 0,1,2,...
{\displaystyle \operatorname {Sim} (V)=\bigoplus _{k=0}^{\infty }\operatorname {Sim} ^{k}(V).}

## Ejemplos
Hay muchos ejemplos de tensores simétricos. Entre ellos figuran el tensor métrico, {\displaystyle g_{\mu \nu }}, el tensor de Einstein, {\displaystyle G_{\mu \nu }} y el tensor de Ricci, {\displaystyle R_{\mu \nu }}.
Muchas propiedades mecánicas de los materiales y de los campos utilizados en física e ingeniería se pueden representar como campos tensoriales simétricos; como por ejemplo la tensión mecánica, la deformación y la conductividad anisotrópica. Además, en la difusión MRI se suelen utilizar tensores simétricos para describir la difusión en el cerebro u otras partes del cuerpo.
Los elipsoides son ejemplos de variedades algebraicas; y así, para el rango general, los tensores simétricos, en forma de polinomios homogéneos, se utilizan para definir las variedades proyectivas y, a menudo, se estudian como tales.
Dada una variedad de Riemann {\displaystyle (M,g)} equipada con su conexión de Levi-Civita {\displaystyle \nabla }, el tensor de curvatura covariante es un tensor simétrico de orden 2 sobre el espacio vectorial {\textstyle V=\Omega ^{2}(M)=\bigwedge ^{2}T^{*}M} de 2 formas diferenciales. Esto corresponde al hecho de que, viendo que {\displaystyle R_{ijk\ell }\in (T^{*}M)^{\otimes 4}}, se tiene la simetría {\displaystyle R_{ij\,k\ell }=R_{k\ell \,ij}} entre el primer y segundo par de argumentos además de la antisimetría dentro de cada par: {\displaystyle R_{jik\ell }=-R_{ijk\ell }=R_{ij\ell k}}.

## Parte simétrica de un tensor
Supóngase que {\displaystyle V} es un espacio vectorial sobre un campo de característica 0. Si T ∈ V⊗k es un tensor de orden {\displaystyle k}, entonces la parte simétrica de {\displaystyle T} es el tensor simétrico definido por
{\displaystyle \operatorname {Sim} \,T={\frac {1}{k!}}\sum _{\sigma \in {\mathfrak {S}}_{k}}\tau _{\sigma }T,}
la suma se extiende sobre el grupo simétrico en los k símbolos. En términos de una base, y empleando el convenio de suma de Einstein, si
{\displaystyle T=T_{i_{1}i_{2}\cdots i_{k}}e^{i_{1}}\otimes e^{i_{2}}\otimes \cdots \otimes e^{i_{k}},}
entonces
{\displaystyle \operatorname {Sim} \,T={\frac {1}{k!}}\sum _{\sigma \in {\mathfrak {S}}_{k}}T_{i_{\sigma 1}i_{\sigma 2}\cdots i_{\sigma k}}e^{i_{1}}\otimes e^{i_{2}}\otimes \cdots \otimes e^{i_{k}}.}
Los componentes del tensor que aparecen a la derecha a menudo se denotan por
{\displaystyle T_{(i_{1}i_{2}\cdots i_{k})}={\frac {1}{k!}}\sum _{\sigma \in {\mathfrak {S}}_{k}}T_{i_{\sigma 1}i_{\sigma 2}\cdots i_{\sigma k}}}
con paréntesis () alrededor de los índices que se simetrizan. Los corchetes [] se utilizan para indicar antisimetrización.

## Producto simétrico
Si T es un tensor simple, dado como un producto tensorial puro
{\displaystyle T=v_{1}\otimes v_{2}\otimes \cdots \otimes v_{r}}
entonces la parte simétrica de T es el producto simétrico de los factores:
{\displaystyle v_{1}\odot v_{2}\odot \cdots \odot v_{r}:={\frac {1}{r!}}\sum _{\sigma \in {\mathfrak {S}}_{r}}v_{\sigma 1}\otimes v_{\sigma 2}\otimes \cdots \otimes v_{\sigma r}.}
En general, se puede convertir Sim(V) en álgebra definiendo el producto conmutativo y asociativo ⊙. Dados dos tensores T1 ∈ Simk1(V) y T2 ∈ Simk2(V), se usa el operador de simetrización para definir:
{\displaystyle T_{1}\odot T_{2}=\operatorname {Sim} (T_{1}\otimes T_{2})\quad \left(\in \operatorname {Sim} ^{k_{1}+k_{2}}(V)\right).}
Se puede verificar (como lo hacen Kostrikin y Manin) que el producto resultante es de hecho conmutativo y asociativo. En algunos casos se omite el operador: T1T2= T1 ⊙ T2.
En algunos casos se utiliza una notación exponencial:
{\displaystyle v^{\odot k}=\underbrace {v\odot v\odot \cdots \odot v} _{k{\text{times}}}=\underbrace {v\otimes v\otimes \cdots \otimes v} _{k{\text{times}}}=v^{\otimes k}.}
Donde v es un vector. Nuevamente, en algunos casos se omite el ⊙:
{\displaystyle v^{k}=\underbrace {v\,v\,\cdots \,v} _{k{\text{times}}}=\underbrace {v\odot v\odot \cdots \odot v} _{k{\text{times}}}.}

## Descomposición
En analogía con la teoría de matrices simétricas, un tensor simétrico (real) de orden 2 puede "diagonalizarse". Más precisamente, para cualquier tensor T ∈ Sim2(V), hay un número entero r, vectores unitarios distintos de cero v1,.. .,vr ∈ V y pesos λ1,...,λr tales que
{\displaystyle T=\sum _{i=1}^{r}\lambda _{i}\,v_{i}\otimes v_{i}.} El número mínimo r para el cual tal descomposición es posible es el rango (simétrico) de T. Los vectores que aparecen en esta expresión mínima son los ejes principales del tensor y generalmente tienen un significado físico importante. Por ejemplo, los ejes principales del momento de inercia definen el elipsoide de Poinsot que representa el momento de inercia. Véase también la ley de inercia de Sylvester.
Para tensores simétricos de orden arbitrario k, también son posibles las descomposiciones
{\displaystyle T=\sum _{i=1}^{r}\lambda _{i}\,v_{i}^{\otimes k}}.
El número mínimo r para el cual tal descomposición es posible es el rango simétrico de T. Esta descomposición mínima se llama descomposición de Waring; y es una forma simétrica de la descomposición de rangos tensoriales. Para los tensores de segundo orden, esto corresponde al rango de la matriz que representa el tensor en cualquier base, y es bien sabido que el rango máximo es igual a la dimensión del espacio vectorial subyacente. Sin embargo, para órdenes superiores esto no tiene por qué ser así: el rango puede ser mayor que el número de dimensiones en el nivel subyacente del espacio vectorial. Además, el rango y el rango simétrico de un tensor simétrico pueden diferir.